# Rio Alegre
Der Rio Alegre ist ein etwa 77 km langer rechter Nebenfluss des Rio Tibaji im Nordosten des brasilianischen Bundesstaats Paraná.

## Geografie

### Lage
Das Einzugsgebiet des Rio Alegre befindet sich in den Campos Gerais do Paraná auf dem Segundo Planalto Paranaense (Zweite oder Ponta-Grossa-Hochebene von Paraná).

### Verlauf
Sein Quellgebiet liegt im Munizip Ventania auf 1.013 m Meereshöhe etwa 5 km nördlich der Ortschaft Ventania an der PR-090, der alten Estrada do Cerne von Paranaguá in den Norden von Paraná, unweit der Eisenbahnlinie von Telêmaco Borba nach Ponta Grossa.
Der Fluss verläuft überwiegend in südwestlicher Richtung. Er verlässt das Munizip Ventania und bildet auf 8 km dessen Grenze zu Telêmaco Borba. Ab der linksseitigen Einmündung des Rio Faisquera wird er wieder zum Grenzfluss, jetzt zwischen Tibagi und Telêmaco Borba. Er fließt von rechts in den Rio Tibaji. Er mündet auf 691 m Höhe. Er ist etwa 77 km lang.

### Munizipien im Einzugsgebiet
Am Rio Alegre liegen die drei Munizipien Ventania, Telêmaco Borba und Tibagi.

### Nebenflüsse
links:
- Ribeirão Jaguatirica
- Rio Faisqueira